# CD 아틀레티코 발레아레스
CD 아틀레티코 발레아레스(Club Deportivo Atlético Baleares)는 발레아레스 제도의 팔마데마요르카를 연고로 하는 스페인의 축구 클럽이다. 2013-14 시즌에서 세군다 디비시온 B에 참가하고 있다. 이 팀은 세군다 디비시온에 62/63 시즌을 마지막으로 딱 4시즌 동안 있었으며, 대부분의 시즌을 테르세라 디비시온에서 보냈다. 하지만, 최근에는 세군다 디비시온 B에서 세군다 디비시온 승격에 꾸준히 도전하는 팀으로 발돋움 하고 있다.

## 선수 명단

### 현역
참고: FIFA 자격 규정에 따라 소속된 국가대표팀 국기를 표시합니다. 선수는 복수의 FIFA 비회원국 국적을 가지고 있을 수 있습니다.
| 번호 | 포지션 | 국적   | 이름          |
| ---- | ------ | ------ | ------------- |
| 7    | FW     | 감비아 | 누하 마롱     |
| 12   | FW     |        | 플로린 안도네 |

| 번호 | 포지션 | 국적 | 이름              |
| ---- | ------ | ---- | ----------------- |
| 22   | MF     |      | 울리히 태퍼츠호퍼 |

## 역대 감독
| 감독                     | 임기        |
| ------------------------ | ----------- |
| 가스파르 루비오          | 1951 ~ 1952 |
| 프란시스코 로페스 알파로 | 2009        |